# Filipowo (obwód Chaskowo)
Filipowo (bułg. Филипово) – wieś w południowej Bułgarii, w obwodzie Chaskowo, w gminie Topołowgrad.
Do 1934 roku miejscowość nosiła nazwę Tatar kjoj.
W Filipowie znajduje się prawosławna cerkiew i katolicki kościół.